# Nikolai Sidorov
Nikolai Aleksandrovich Sidorov (russo: Николай Александрович Сидоров; Moscou, 23 de novembro de 1956) é um ex-velocista e campeão olímpico soviético.
Foi campeão olímpico em Moscou 1980 integrando o revezamento 4x100 m soviético com Vladimir Muravyov, Andrei Prokofiev e Aleksandr Aksinin. Em 1982 foi campeão europeu na mesma prova e no Mundial de Helsinque 1983 foi medalha de bronze também nos 4x100 m, com Muravyov, Prokofyev e Viktor Bryzgin.